# Paul Gavault

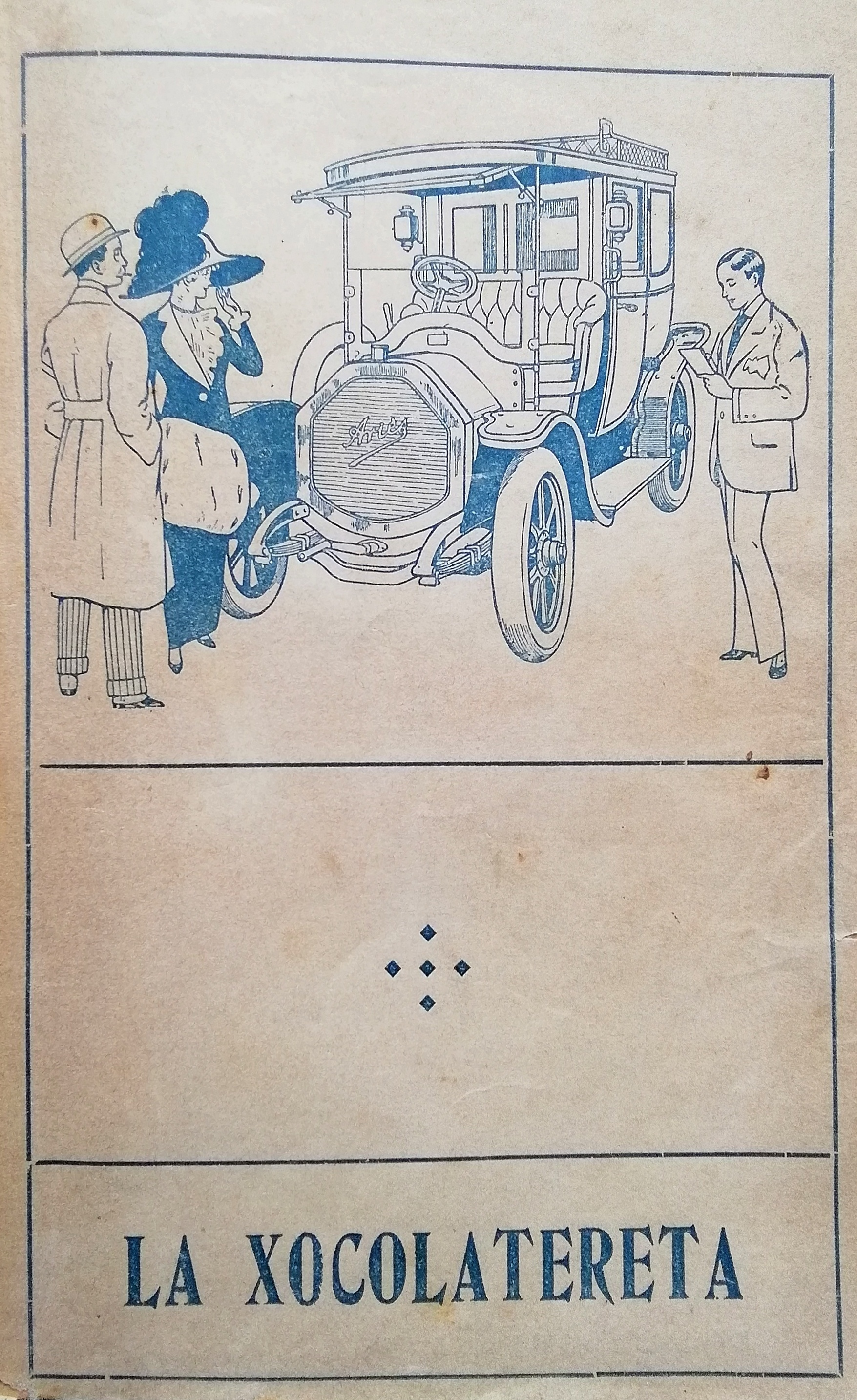
La Petite Chocolatière (La Xocolatereta) comèdia en quatre actes de Paul Gavault. Traducció catalana publicada a Barcelona l'any 1912 dins la col·lecció Biblioteca De Tots Colors

Paul Gavault o Paul Armand Marcel Gavault (París, 1 de setembre de 1866 - París, 25 de desembre de 1951) fou un dramaturg i guionista de cinema francès.
Gavault va debutar com a autor de teatre a la dècada de 1890, sobretot en col·laboració amb Victor de Cottens, Georges Berr i P.-L. Flers.
Va treballar també com a guionista de cinema per a la productora Le Film d'Art, de la qual va ser director entre 1909 i 1911.
Fou nomenat director del théâtre de l'Odéon entre 1914 i 1921.
Paul Gavault morí l'any 1951 al seu domicili del carrer Lyautey de París. És soterrat al cementiri de Garait (Cruesa, Nova Aquitània)